# علهب أزرق
علهب أزرق أو ظبي أزرق (الاسم العلمي: Hippotragus leucophaeus)، نوع مُنقرض من الظباء التي عاشت في جنوب إفريقيا حتى عام 1800 تقريبًا. ولكن كان أصغر من الظباء المعروفة. كان يُعتبر أحيانًًا نويعًا من الظبي الأسمر، لكن دراسة وراثية أكدت إنهُ نوع مستقل.